# Seven Bridges Road
"Seven Bridges Road" é uma música escrita por Steve Young, gravada pela banda Eagles.
Foi gravada em 1969 para o seu álbum Rock Salt & Nails. É o primeiro e único single do álbum Eagles Live.

## Paradas
Singles
| Ano  | Single               | Parada          | Posição |
| ---- | -------------------- | --------------- | ------- |
| 1981 | "Seven Bridges Road" | Country Singles | 55      |